# Список прем'єр-міністрів Німеччини
Партії:
      Партія Центру
      СДПН
      НСДПН
      ННП
      СЄГН
      НСДАП
      ХДС
      Безпартійний
| №                                  | Портрет | Ім'я (Роки життя)                    | Термін повноважень | Термін повноважень | Глава держави                                                                                                | Партія        |
| №                                  | Портрет | Ім'я (Роки життя)                    | Початок            | Кінець             | Глава держави                                                                                                | Партія        |
| ---------------------------------- | ------- | ------------------------------------ | ------------------ | ------------------ | --- | ------------- |
| Північнонімецький союз             |         |                                      |                    |                    | |               |
| Канцлер                            |         |                                      |                    |                    | |               |
| 1                                  |         | Отто фон Бісмарк (1815—1898)         | 1 липня 1867       | 15 квітня 1871     | Вільгельм I (1866—1871)                                                                                      | Безпартійний  |
| Німецька імперія                   |         |                                      |                    |                    | |               |
| Рейхсканцлер                       |         |                                      |                    |                    | |               |
| 1                                  |         | Отто фон Бісмарк (1815—1898)         | 15 квітня 1871     | 20 березня 1890    | Вільгельм I (1871—1888) Фрідріх III (1888) Вільгельм II (1888—1918)                                          | Безпартійний  |
| 2                                  |         | Лео фон Капріві (1831—1899)          | 20 березня 1890    | 26 жовтня 1894     | Вільгельм II (1888—1918)                                                                                     | Безпартійний  |
| 3                                  |         | Хлодвіг Гогенлое (1819—1901)         | 29 жовтня 1894     | 17 жовтня 1900     | Вільгельм II (1888—1918)                                                                                     | Безпартійний  |
| 4                                  |         | Бернгард фон Бюлов (1849—1929)       | 17 жовтня 1900     | 14 липня 1909      | Вільгельм II (1888—1918)                                                                                     | Безпартійний  |
| 5                                  |         | Теобальд Бетман-Гольвег (1856—1921)  | 14 липня 1909      | 13 липня 1917      | Вільгельм II (1888—1918)                                                                                     | Безпартійний  |
| 6                                  |         | Георг Міхаеліс (1853—1936)           | 14 липня 1917      | 1 листопада 1917   | Вільгельм II (1888—1918)                                                                                     | Безпартійний  |
| 7                                  |         | Георг фон Гертлінг (1843—1919)       | 1 листопада 1917   | 30 вересня 1918    | Вільгельм II (1888—1918)                                                                                     | Партія Центру |
| 8                                  |         | Максиміліан Баденський (1867—1929)   | 3 жовтня 1918      | 9 листопада 1918   | Вільгельм II (1888—1918)                                                                                     | Безпартійний  |
| 9                                  |         | Фрідріх Еберт (1871—1925)            | 9 листопада 1918   | 10 листопада 1918  | Вільгельм II (1888—1918)                                                                                     | СДПН          |
| Веймарська республіка              |         |                                      |                    |                    | |               |
| Голова Ради народних уповноважених |         |                                      |                    |                    | |               |
| -                                  |         | Фрідріх Еберт (1871—1925)            | 10 листопада 1918  | 13 лютого 1919     | - | СДПН          |
| -                                  |         | Гуго Гаазе (1863—1919)               | 10 листопада 1918  | 29 грудня 1918     | - | НСДПГ         |
| Прем'єр-міністр                    |         |                                      |                    |                    | |               |
| 1                                  |         | Філіп Шейдеман (1865—1939)           | 13 лютого 1919     | 20 червня 1919     | Фрідріх Еберт (1919—1925)                                                                                    | СДПН          |
| 2                                  |         | Густав Бауер (1870—1944)             | 21 червня 1919     | 14 серпня 1919     | Фрідріх Еберт (1919—1925)                                                                                    | СДПН          |
| Рейхсканцлер                       |         |                                      |                    |                    | |               |
| 1                                  |         | Густав Бауер (1870—1944)             | 14 серпня 1919     | 26 березня 1920    | Фрідріх Еберт (1919—1925)                                                                                    | СДПН          |
| 2                                  |         | Герман Мюллер (1876—1931)            | 27 березня 1920    | 8 червня 1920      | Фрідріх Еберт (1919—1925)                                                                                    | СДПН          |
| 3                                  |         | Константин Ференбах (1852—1926)      | 25 червня 1920     | 4 травня 1921      | Фрідріх Еберт (1919—1925)                                                                                    | Партія Центру |
| 4                                  |         | Йозеф Вірт (1879—1956)               | 10 травня 1921     | 14 листопада 1922  | Фрідріх Еберт (1919—1925)                                                                                    | Партія Центру |
| 5                                  |         | Вільгельм Куно (1876—1933)           | 22 листопада 1922  | 12 серпня 1923     | Фрідріх Еберт (1919—1925)                                                                                    | Безпартійний  |
| 6                                  |         | Густав Штреземан (1878—1929)         | 13 серпня 1923     | 23 листопада 1923  | Фрідріх Еберт (1919—1925)                                                                                    | ННП           |
| 7                                  |         | Вільгельм Маркс (1863—1946)          | 30 листопада 1923  | 15 січня 1925      | Фрідріх Еберт (1919—1925)                                                                                    | Партія Центру |
| 8                                  |         | Ганс Лютер (1879—1960)               | 15 січня 1925      | 12 травня 1926     | Пауль фон Гінденбург (1925—1934)                                                                             | Безпартійний  |
| 9                                  |         | Вільгельм Маркс (1863—1946)          | 17 травня 1926     | 12 червня 1928     | Пауль фон Гінденбург (1925—1934)                                                                             | Партія Центру |
| 10                                 |         | Герман Мюллер (1876—1931)            | 28 червня 1928     | 27 березня 1930    | Пауль фон Гінденбург (1925—1934)                                                                             | СДПН          |
| 11                                 |         | Генріх Брюнінг (1885—1970)           | 30 березня 1930    | 30 травня 1932     | Пауль фон Гінденбург (1925—1934)                                                                             | Партія Центру |
| 12                                 |         | Франц фон Папен (1879—1969)          | 1 червня 1932      | 17 листопада 1932  | Пауль фон Гінденбург (1925—1934)                                                                             | Безпартійний  |
| 13                                 |         | Курт фон Шлейхер (1882—1934)         | 4 грудня 1932      | 28 січня 1933      | Пауль фон Гінденбург (1925—1934)                                                                             | Безпартійний  |
| Третій Рейх                        |         |                                      |                    |                    | |               |
| Рейхсканцлер                       |         |                                      |                    |                    | |               |
| 1                                  |         | Адольф Гітлер (1889—1945)            | 30 січня 1933      | 30 квітня 1945     | Пауль фон Гінденбург (1925—1934) Адольф Гітлер (1934—1945)                                                   | НСДАП         |
| 2                                  |         | Йозеф Геббельс (1897—1945)           | 30 квітня 1945     | 1 травня 1945      | Карл Деніц (1945)                                                                                            | НСДАП         |
| 3                                  |         | Людвиг Шверин фон Крозиг (1887—1977) | 1 травня 1945      | 23 травня 1945     | Карл Деніц (1945)                                                                                            | Безпартійний  |
| Німецька Демократична Республіка   |         |                                      |                    |                    | |               |
| Прем'єр-міністр                    |         |                                      |                    |                    | |               |
| 1                                  |         | Отто Гротеволь (1894—1964)           | 12 жовтня 1949     | 21 вересня 1964    | Вільгельм Пік (1949—1960) Вальтер Ульбріхт (1960—1973)                                                       | СЄПН          |
| Голова Ради Міністрів              |         |                                      |                    |                    | |               |
| 1                                  |         | Віллі Штоф (1914—1999)               | 24 вересня 1964    | 3 жовтня 1973      | Вальтер Ульбріхт (1960—1973)                                                                                 | СЄПН          |
| 2                                  |         | Хорст Зіндерман (1915—1990)          | 3 жовтня 1973      | 29 жовтня 1976     | Віллі Штоф (1973—1976)                                                                                       | СЄПН          |
| 3                                  |         | Віллі Штоф (1914—1999)               | 29 жовтня 1976     | 7 листопада 1989   | Еріх Гонеккер (1976—1989)                                                                                    | СЄПН          |
| 4                                  |         | Ганс Модров (род. 1928)              | 7 листопада 1989   | 12 квітня 1990     | Еґон Кренц (1989) Манфред Герлах (1989—1990)                                                                 | СЄПН          |
| 5                                  |         | Лотар де Мезьєр (род. 1940)          | 12 квітня 1990     | 2 жовтня 1990      | Сабіна Бергман-Поль (1990)                                                                                   | ХДС           |
| Федеративна Республіка Німеччина   |         |                                      |                    |                    | |               |
| Федеральний канцлер Німеччини      |         |                                      |                    |                    | |               |
| 1                                  |         | Конрад Аденауер (1876—1967)          | 15 вересня 1949    | 16 жовтня 1963     | Теодор Гойс (1949—1959) Гайнріх Любке (1959—1969)                                                            | ХДС           |
| 2                                  |         | Людвіг Ергард (1897—1977)            | 16 жовтня 1963     | 30 листопада 1966  | Гайнріх Любке (1959—1969)                                                                                    | ХДС           |
| 3                                  |         | Курт Георг Кізінгер (1904—1988)      | 1 грудня 1966      | 20 жовтня 1969     | Гайнріх Любке (1959—1969)                                                                                    | ХДС           |
| 4                                  |         | Віллі Брандт (1913—1992)             | 21 жовтня 1969     | 7 травня 1974      | Густав Хайнеман (1969—1974)                                                                                  | СДПН          |
| 5                                  |         | Гельмут Шмідт (1918—2015)            | 16 травня 1974     | 1 жовтня 1982      | Вальтер Шеєль (1974—1979) Карл Карстенс (1979—1984)                                                          | СДПН          |
| 6                                  |         | Гельмут Коль (1930-2017)             | 1 жовтня 1982      | 26 жовтня 1998     | Карл Карстенс (1979—1984) Ріхард фон Вайцзеккер (1984—1994) Роман Герцог (1994—1999)                         | ХДС           |
| 7                                  |         | Герхард Шредер (нар. 1944)           | 27 жовтня 1998     | 22 листопада 2005  | Роман Герцог (1994—1999) Йоганнес Рау (1999—2004) Горст Келер (2004—2010)                                    | СДПН          |
| 8                                  |         | Ангела Меркель (нар. 1954)           | 22 листопада 2005  | 8 грудня 2021      | Горст Келер (2004—2010) Крістіан Вульфф (2010—2012) Йоахім Гаук (2012-2017) Франк-Вальтер Штайнмаєр (з 2017) | ХДС           |
| 9                                  |         | Олаф Шольц (нар. 1958)               | 8 грудня 2021      | 6 травня 2025      | Франк-Вальтер Штайнмаєр (з 2017)                                                                             | СДПН          |
| 10                                 |         | Фрідріх Мерц (нар. 1955)             | 6 травня 2025      | На посаді          | Франк-Вальтер Штайнмаєр (з 2017)                                                                             | ХДС           |